# フワイクワーン駅
フワイクワーン駅（フワイクワーンえき、タイ語:สถานีห้วยขวาง）。またはホワイクワン駅と表記される。タイ王国のバンコク都フワイクワーン区にある、バンコク・メトロの駅である。駅番号はBL18。

## 概要
ラッチャダーピセーク通り沿い。
バンコク・メトロの開通により都心とのアクセスが向上し、アパートの新築や改築が進んでいる。利便性が良いわりに、家賃は安めである。

## 歴史
- 2004年7月3日 【開業】ブルーライン（フワランポーン - バーンスー） (20.8km)

## 駅構造
フルスクリーンタイプのホームドア付き島式ホーム1面2線の地下駅である。

### 駅階層
| 地面    | 出入口                                             |                                                       |
| 地下1階 | コンコース階                                       | コンコース、自動券売機、自動改札口、ATM               |
| 地下1階 | コンコース階                                       |                                                       |
| 地下2階 | 1番線・上り■ブルーライン                           | →タイ文化センター・スクムウィット・フワランポーン方面 |
| 地下2階 | 島式ホーム（フルスクリーンタイプのホームドアあり） |                                                       |
| 地下2階 | 2番線・下り■ブルーライン                           | ←スッティサーン・チャトゥチャック公園・バーンスー方面 |

## 駅周辺
- ホテル
  - ル・コンコルド
  - エメラルド
  - セブンホリデー
- ラッチャダーピセーク通り沿いにマッサージパーラーが立ち並んでいる